# La Louve sanguinaire
Pour les articles homonymes, voir La lupa.
Pour plus de détails, voir Fiche technique et Distribution.
La Louve sanguinaire, également connu sous le titre La louve se déchaîne (La lupa mannara), est un film d'épouvante italien réalisé par Rino Di Silvestro et sorti en 1976.

## Synopsis
Daniella Neseri a été violée lorsqu'elle était enfant. Le traumatisme qu'elle a subi a freiné sa croissance émotionnelle et sa sexualité, à tel point qu'elle ne peut pas avoir de relations romantiques normales avec les hommes. Un jour, elle découvre qu'une de ses ancêtres féminines a été tuée parce qu'elle était prétendument un loup-garou et qu'elle ressemble beaucoup à cette femme. Elle fait alors des cauchemars dans lesquels elle se transforme en loup-garou et est poursuivie par des villageois en colère. Cette illusion finit par faire surface dans sa vie quotidienne et elle assassine l'amant de sa sœur Elena après les avoir vus faire l'amour. Daniella dissimule le meurtre en jetant le corps du haut d'une falaise, afin de donner l'impression qu'il a été attaqué par un chien et qu'il est tombé accidentellement.
En raison de son état mental, elle est admise dans un hôpital psychiatrique. Elle s'en échappe rapidement et rencontre un garçon dont elle tombe amoureuse. Contrairement aux autres aventures, Daniela ne tue pas l'homme (elle en est amoureuse) et cohabite avec lui. Lorsque le garçon est tué par trois brutes, à la suite d'un règlement de comptes, Daniela tombe dans une profonde dépression et part à la recherche des trois tueurs. Après les avoir retrouvés, Daniela les tue de façon barbare. Découverte par la police, elle est arrêtée et internée dans un hôpital psychiatrique.

## Fiche technique
- Titre français : La Louve sanguinaire ou La louve se déchaîne[1]
- Titre original italien : La lupa mannara[2]
- Réalisation : Rino Di Silvestro (sous le nom d'« Axel Berger »)
- Scénario : Rino Di Silvestro, Hervé Piccini
- Photographie : Mario Capriotti, Dennis Kull
- Montage : Alys Chalmers, Angelo Curi
- Musique : Coriolano Gori, Susan Nicoletti
- Décors : Arrigo Breschi, R. Di Silvestro
- Production : Diego Alchimede, Rino Di Silvestro
- Sociétés de production : Dialchi Film
- Pays de production :  Italie
- Langue originale : italien
- Format : Couleur - 1,85:1 - Son mono - 35 mm
- Genre : Film d'épouvante
- Durée : 79 minutes
- Dates de sortie :
  - Italie : 18 mars 1976
  - France : 19 mai 1982

## Distribution
- Annick Borel : Daniela Neseri
- Renato Rossini (sous le nom de « Howard Ross ») : Luca Mondini
- Dagmar Lassander : Elena Neseri
- Tino Carraro : Comte Neseri
- Elio Zamuto (it) : psychiatre
- Pietro Torrisi : Alvaro
- Andrea Scotti : M. Arrighi
- Frederick Stafford : Inspecteur Modica
- Felicita Fanny : le docteur dans la voiture
- Salvatore Billa (it) : un violeur
- Osvaldo Ruggieri

## Production
Le tournage de La Louve sanguinaire débute en septembre 1975 à Rome,. Au départ, le film était connu sous le nom de La licantropa. Le réalisateur Di Silvestro a souligné dans une interview qu'il essayait de faire un film « sérieux » sur la lycanthropie. Di Silvestro a également affirmé que le film était le premier centré sur une femme loup-garou, ce qui est faux puisque le thème avait été exploré dès le film muet américain Le Loup-garou en 1913.
Annik Borel a été choisie pour incarner le loup-garou Daniella Neseri. Di Silvestro se souvient avoir vu des centaines de photos de candidates et, en voyant Borel, il s'est rendu compte que « quelque chose surgissait d'elle, de par son bagage psychique et culturel ». Di Silvestro a déclaré qu'il lui avait fait passer plusieurs essais qu'il a décrits comme « presque dévastateurs » avant de l'engager.

## Exploitation
La Louve sanguinaire a été distribué en salles en Italie par Agorà le 18 mars 1976. Il y enregistre 508 047 entrées et rapporte 389 164 094 lires italiennes.
L'historien et critique de cinéma italien Roberto Curti écrit que « de façon prévisible, les critiques [italiens] ont ridiculisé le film [à sa sortie] ». Dans une rétrospective, Curti a décrit le film comme un « film alimentaire de sexploitation caricaturale », mais cependant « pas aussi mauvais techniquement que d'autres films du même acabit ». Selon lui, la façon de filmer de Di Silvestro est naïve avec un symbolisme lourd composé de gros plans, de zooms et d'angles de caméra résultant en un film « involontairement ridicule »,.
Selon Christophe Lemonnier du site devildead.com, « en tant que film d'exploitation, le métrage affiche du cul et de la violence, La louve sanguinaire atteint son objectif bien qu'il nous ballote avec un assemblage disparate de genres parfois déconcertant ».